# باغ نوروز (صوغان)
باغ نوروز (بالفارسية: باغ نوروز) هي قرية تقع في إيران في قسم صوغان الريفي.